# Fútbol Club Santa Coloma
El Futbol Club Santa Coloma es un club de fútbol de Andorra, del municipio de Santa Coloma de la parroquia de Andorra la Vieja. Fue fundado en 1986 y juega en la Primera división andorrana.

## Historia
El FC Santa Coloma fue fundado en 1986, y fue uno de los equipos fundadores de la Primera División de Andorra y sempre se ha mantenido en la élite nacional. Con el cambio de siglo se convirtió en uno de los grandes dominadores del fútbol andorrano, y entre 2001 y 2004 logró el doblete (liga y copa) en tres ocasiones.
En julio de 2007 hizo historia al ser el primer club andorrano en ganar un partido de competición europea. Fue concretamente el 19 de julio, ganando al Maccabi Tel Aviv israelí en el partido de ida de la primera ronda de Copa de la UEFA, con su solitario gol del capitán Juli Fernández. Sin embargo, el equipo no superó finalmente la eliminatoria, al ser goleado por 4-0 en el partido de vuelta en Tel Aviv.
Esa misma temporada, el club logró su cuarta liga, tras una intensa lucha, codo a codo, con el FC Ranger's. Ambos clubes, separados por cuatro puntos en la clasificación, se enfrentaron en la penúltima jornada del campeonato. En el decisivo partido, el Ranger's logró adelantarse en el marcador en el último minuto, pero en el tiempo añadido el colomense Xavi Gil hizo el empate, sumando así el punto necesario para que su club se proclamase campeón.
La temporada 2008/09 debutó en la Liga de Campeones de la UEFA, aunque cayó en la primera eliminatoria contra el FBK Kaunas. En las competiciones domésticas, se quedó a las puertas de revalidar el título liguero. A pesar de ser líder del campeonato a falta de dos partidos, en la penúltima jornada el equipo dirigido por Vicenç Marquès cayó por 3-2 en el feudo de su inmediato perseguidor, el Unió Esportiva Sant Julià, que finalmente se proclamó campeón. En cambio, los colomenses tuvieron más suerte en la Copa Constitució, donde se proclamaron campeones tras golear en la final al FC Lusitans por 6-1, con tantos de Julià Sánchez (2), Beto (2), Maicon dos Santos y Rodrigo Guida.

### Historial reciente
| Temporada | Liga                | Pos. | Copa             | Competición europea                       | Competición europea |
| --------- | ------------------- | ---- | ---------------- | ----------------------------------------- | ------------------- |
| 1994/95   | Primera Divisió (I) | 1.º  |                  | No disputó                                |                     |
| 2001/02   | Primera Divisió (I) | 3.º  | Cuartos de final | Copa de la UEFA                           | 1.ª ronda           |
| 2002/03   | Primera Divisió (I) | 1.º  | Campeón          | No disputó                                | No disputó          |
| 2003/04   | Primera Divisió (I) | 1.º  | Campeón          | Copa de la UEFA                           | 1.ª ronda           |
| 2004/05   | Primera Divisió (I) | 3.º  | Campeón          | Copa de la UEFA                           | 1.ª ronda           |
| 2005/06   | Primera Divisió (I) | 3.º  | Campeón          | No disputó                                | No disputó          |
| 2006/07   | Primera Divisió (I) | 2.º  | Campeón          | Copa de la UEFA                           | 1.ª ronda           |
| 2007/08   | Primera Divisió (I) | 1º   | Semifinales      | Copa de la UEFA                           | 1.ª ronda           |
| 2008/09   | Primera Divisió (I) | 2.º  | Campeón          | Liga de Campeones                         | 1.ª ronda           |
| 2009/10   | Primera Divisió (I) | 1.º  | Cuartos de final | Liga Europea de la UEFA                   | 2.ª Ronda           |
| 2010/11   | Primera Divisió (I) | 1.º  | Semifinales      | Liga de Campeones                         | 1.ª ronda           |
| 2011/12   | Primera Divisió (I) | 2.º  | Campeón          | Liga de Campeones                         | 1.ª ronda           |
| 2012/13   | Primera Divisió (I) | 2.º  | Semifinales      | Liga Europea de la UEFA                   | 1.ª ronda           |
| 2013/14   | Primera Divisió (I) | 1.º  | Semifinales      | Liga de Campeones                         | 1.ª ronda           |
| 2014/15   | Primera Divisió (I) | 1º   | Campeón          | Liga de Campeones                         | 2.ª Ronda           |
| 2015/16   | Primera Divisió (I) | 1º   | Semifinales      | Liga de Campeones                         | 1.ª Ronda           |
| 2016/17   | Primera Divisió (I) | 1º   | Subcampeón       | Liga de Campeones                         | 1.ª Ronda           |
| 2017/18   | Primera Divisió (I) | 1º   | Campeón          | Liga de Campeones                         | 1.ª ronda           |
| 2018/19   | Primera Divisió (I) | 1.º  | Subcampeón       | Liga de Campeones/Liga Europea de la UEFA | 1.ª ronda/2.ª ronda |
| 2019/20   | Primera Divisió (I) | 2.º  | Subcampeón       | Liga de Campeones/Liga Europea de la UEFA | 1.ª ronda/2.ª ronda |
| 2020/21   | Primera Divisió (I) | 3.º  | Semifinales      | Liga Europea de la UEFA                   | 1.ª ronda           |
| 2021/22   | Primera Divisió (I) | 5.º  | Cuartos de final | Liga Europa Conferencia de la UEFA        | 1.ª ronda/2.ª ronda |
| 2022/23   | Primera Divisió (I) | 3.º  | Subcampeón       | No disputó                                | No disputó          |
| 2023/24   | Primera Divisió (I) | 4.º  | Primera ronda    | Liga Europa Conferencia de la UEFA        | 3.ª ronda           |
| 2024/25   | Primera Divisió (I) | 3.º  | Subcampeón       | No disputó                                | No disputó          |

## Rivalidades
Su principal rival es el UE Sant Julià, con quien disputan el llamado derby El Clàssic.
También tiene otra rivalidad con sus rivales locales del UE Santa Coloma, la cual se ha acrecentado desde la temporada 2009/10, en la primera temporada en la que ambos equipos formaron parte de la Primera División de Andorra.

## Estadísticas en competiciones UEFA
- Mayor goleada:
  - 15/07/2021, FC Santa Coloma  4-0  Mons Calpe,  Andorra la Vieja
- Mayor derrota:
  - 23/08/2001, Partizan  7-1  FC Santa Coloma,  Belgrado
- Disputados en UEFA Champions League:  4
- Disputados en UEFA Europa League:  7
- Más partidos disputados: 12
  -  Josep Ayala
  -  Julià Fernández
- Maximo goleador: 2
  -  Julià Fernández
  -  Norberto Urbani

## Palmarés

### Torneos nacionales
- Primera División de Andorra (13): 1995, 2001, 2003, 2004, 2008, 2010, 2011, 2014, 2015, 2016, 2017, 2018,  2019
- Copa Constitució (10): 1991, 2001, 2003, 2004, 2005, 2006, 2007, 2009, 2012, 2018.
- Supercopa andorrana (6):2003, 2005, 2007, 2008, 2015, 2017.

## Participación en competiciones europeas
| Temporada | Torneo                   | Ronda            | Club              | Casa            | Visita | Global |
| --------- | ------------------------ | ---------------- | ----------------- | --------------- | ------ | ------ |
| 2001–02   | UEFA Cup                 | Clasificatoria   | FK Partizan       | 0–1             | 1–7    | 1–8    |
| 2003–04   | UEFA Cup                 | Clasificatoria   | Esbjerg fB        | 1–4             | 0–5    | 1–9    |
| 2004–05   | UEFA Cup                 | Clasificatoria 1 | FK Modriča        | 0–1             | 0–3    | 0–4    |
| 2007–08   | UEFA Cup                 | Clasificatoria 1 | Maccabi Tel Aviv  | 1–0             | 0–4    | 1–4    |
| 2008–09   | UEFA Champions League    | Clasificatoria 1 | FBK Kaunas        | 1–4             | 1–3    | 2–7    |
| 2009–10   | UEFA Europa League       | Clasificatoria 2 | FC Basel          | 1–4             | 0–3    | 1–7    |
| 2010–11   | UEFA Champions League    | Clasificatoria 1 | Birkirkara        | 0–31            | 3–4    | 3–7    |
| 2011–12   | UEFA Champions League    | Clasificatoria 1 | F91 Dudelange     | 0–2             | 0–2    | 0–4    |
| 2012–13   | UEFA Europa League       | Clasificatoria 1 | Osijek            | 0–1             | 1–3    | 1–4    |
| 2013–14   | UEFA Europa League       | Clasificatoria 1 | Breiðablik        | 0–0             | 0–4    | 0–4    |
| 2014-15   | UEFA Champions League    | Clasificatoria 1 | FC Banants Ereván | 1–0             | 2–3    | 3–3    |
| 2014-15   | UEFA Champions League    | Clasificatoria 2 | Maccabi Tel Aviv  | 0–1             | 0–2    | 0–3    |
| 2015-16   | UEFA Champions League    | Clasificatoria 1 | Lincoln Red Imps  | 0–0             | 1–2    | 1–2    |
| 2016-17   | UEFA Champions League    | Clasificatoria 1 | Alashkert FC      | 0–0             | 0–3    | 0–3    |
| 2017-18   | UEFA Champions League    | Clasificatoria 1 | Alashkert FC      | 1–1             | 0–1    | 1–2    |
| 2018-19   | UEFA Champions League    | Preliminar       | Drita FC          | 0–22            |        |        |
| 2018-19   | UEFA Europa League       | 2                | Valur             | 1–0             | 0–3    | 1–3    |
| 2019-20   | UEFA Champions League    | Preliminar       | Tre Penne         | 1–02            |        |        |
| 2019-20   | UEFA Champions League    | Preliminar       | Feronikeli        | 1–22            |        |        |
| 2019-20   | UEFA Europa League       | 2                | Astana            | 0–0             | 1–4    | 1–4    |
| 2020-21   | UEFA Europa League       | Preliminar       | Iskra             | 0–0 (3:4 pen.)2 |        |        |
| 2021-22   | Europa Conference League | 1                | Mons Calpe        | 4–0             | 1–1    | 5–1    |
| 2021-22   | Europa Conference League | 2                | Hibernian         | 1–2             | 0–3    | 1–5    |
| 2023-24   | Europa Conference League | 1                | Penybont          | 2–0 (t.e.)      | 1–1    | 3–1    |
| 2023-24   | Europa Conference League | 2                | Sutjeska Nikšić   | 3-0 (t.e.)      | 0–2    | 3-2    |
| 2023-24   | Europa Conference League | 3                | AZ                | 0-1             | 0–2    | 0-3    |
| 2025-26   | Europa Conference League | 1                | Borac Banja Luka  | 0-2             | 4–1    | 4-3    |
| 2025-26   | Europa Conference League | 2                | Polissya          | 1–4             | 2-1    | 3–5    |

Participación 1: Juego anulado, la UEFA decretó 0-3 en favor del Birkirkara FC.  

2:  Se jugó una eliminatoria a partido único. 